# Whewell-Gletscher
Der Whewell-Gletscher ist ein schmaler und steiler Gletscher im ostantarktischen Viktorialand. In den Admiralitätsbergen fließt er von den Osthängen des Mount Whewell zum unteren Abschnitt des Honeycomb-Gletschers.
Der United States Geological Survey kartierte ihn anhand eigener Vermessungen und Luftaufnahmen der United States Navy aus den Jahren von 1960 bis 1964. Das Advisory Committee on Antarctic Names benannte ihn im Jahr 1970 nach dem Mount Whewell. Dessen Namensgeber ist der britische Philosoph und Wissenschaftshistoriker William Whewell (1794–1866).